# Premier League Escocesa 2007-08

## Màxims golejadors
| Jugador                    | Gols | Equip         |
| -------------------------- | ---- | ------------- |
| Scott McDonald             | 25   | Celtic FC     |
| Jan Vennegoor of Hesselink | 15   | Celtic FC     |
| Kris Boyd                  | 14   | Rangers FC    |
| Chris Porter               | 14   | Motherwell FC |